# Myzostoma testudo
Myzostoma testudo is een ringworm uit de familie Myzostomatidae.
Myzostoma testudo werd in 1883 voor het eerst wetenschappelijk beschreven door Graff.